# جغتاي خان
جغتاي خان أو جغطاي خان (بالفارسية: جُغَتای خان؛ (بالمنغولية: Цагадай)، Tsagadai؛‏ 22 ديسمبر 1183 – 1 جولاي 1242) الابن الثاني لجنكيز خان. وكان خانا لخانية جغتاي من 1226 إلى 1242 م.